# Prîvilne, Rozdilna
Prîvilne (în ucraineană Привільне) este un sat în comuna Țebrîkove din raionul Rozdilna, regiunea Odesa, Ucraina.

## Demografie
Componența lingvistică a localității Prîvilne
     Ucraineană (92,83%)
     Română (6,09%)
     Rusă (1,08%)
Conform recensământului din 2001, majoritatea populației localității Prîvilne era vorbitoare de ucraineană (92,83%), existând în minoritate și vorbitori de română (6,09%) și rusă (1,08%).